# مواد متطايرة

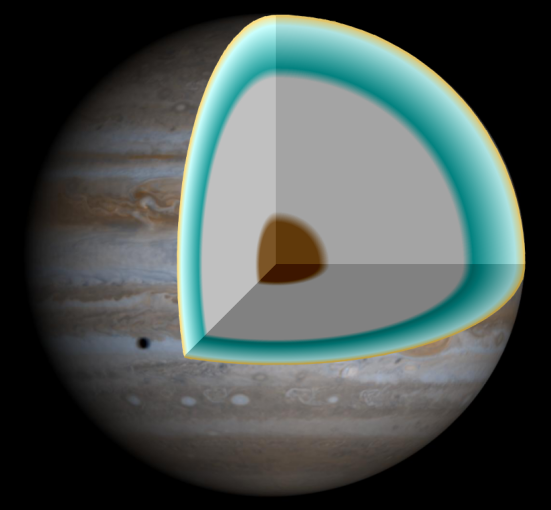

تعرف المواد المتطايرة في علم الفلك بأنها مجموعة من المركبات الكيميائية التي تملك نقطة غليان منخفضة، وتكون مرتبطة مع قشرة الكوكب أو القمر و/أو مع الغلاف الجوي. ومن الأمثلة على ذلك النتروجين والماء وأكسيد الكربون والهيدروجين والميثان وكل المركبات الحاوية على C, H, O و N وثنائي أكسيد الكبريت
يصنف علماء الكواكب في كثير من الأحيان المواد المتطايرة إلى فئة ذات نقاط انصهار منخفضة للغاية، مثل الهيدروجين والهليومتعرف بالغازات (كما في العمالقة الغازية)، في حين تصنف المواد المتطايرة ذات نقطة غليان أعلى من 100كلفن بالجليد. ووفق هذا التصنيف يمكن أن يطلق على مركب أنه «غازي» أو «جليدي» ضمن هذا السياق قد ينطبق على المركبات التي قد تكون صلبة أو سائلة أو غازية. وهكذا، ويشار إلى المشتري وزحل على أنه «عملاق غازي»، ويشار إلى اورانوس ونبتون باسم «عملاق جليدي»، على الرغم من أن الغالبية العظمى من «غاز» و «الجليد» في الداخل هي عبارة عن سائل كثيف ذو درجة حرارة عالية.
وعلى النقيض من ذلك تدعى المواد ذات نقطة الغليان المرتفعة بالمواد المقاومة للانصهار
.